# Нуль: біографія небезпечної ідеї
Нуль: біографія небезпечної ідеї (англ. Zero: The Biography of a Dangerous Idea) — дебютна науково-популярна книга американського математика і журналіста, професора Нью-Йоркського університету Чарльза Сейфі. У книзі розглядається еволюція уявлень про число Нуль і пов'язаного з ним поняттям ніщо в математиці, філософії і фізиці Заходу і Сходу. Книга стала в 2001 році лауреатом нагороди ПЕН-клубу: премії імені Марти Альбранд за найкращий дебютний нон-фікшн-твір.